# Hannibal Bridge (1869)
Die Hannibal Bridge, auch Kansas City Bridge, war eine eingleisige Eisenbahnbrücke über den Missouri River in Kansas City, Missouri. Die Fachwerkbrücke mit Drehbrücke wurde unter der Leitung von Octave Chanute bis 1869 für die Hannibal and St. Joseph Railroad (H&StJ) errichtet und war die erste Brücke über den Flusslauf des Missouri. Sie trug maßgeblich zur Entwicklung der Metropolregion Kansas City bei, die heute einer der bedeutendsten Eisenbahnknotenpunkte der USA ist.
Die Chicago, Burlington and Quincy Railroad (CB&Q) übernahm 1883 die namensgebende Eisenbahngesellschaft und tauschte den ursprünglich aus Holz und Eisen bestehenden Überbau bis 1888 durch eine reine Eisenkonstruktion aus. 1917 wurde die Brücke schließlich durch einen zweigleisigen Neubau aus Stahl ersetzt, der heute noch von der BNSF Railway genutzt wird.

## Geschichte

### Anschluss von Kansas City an die H&StJ

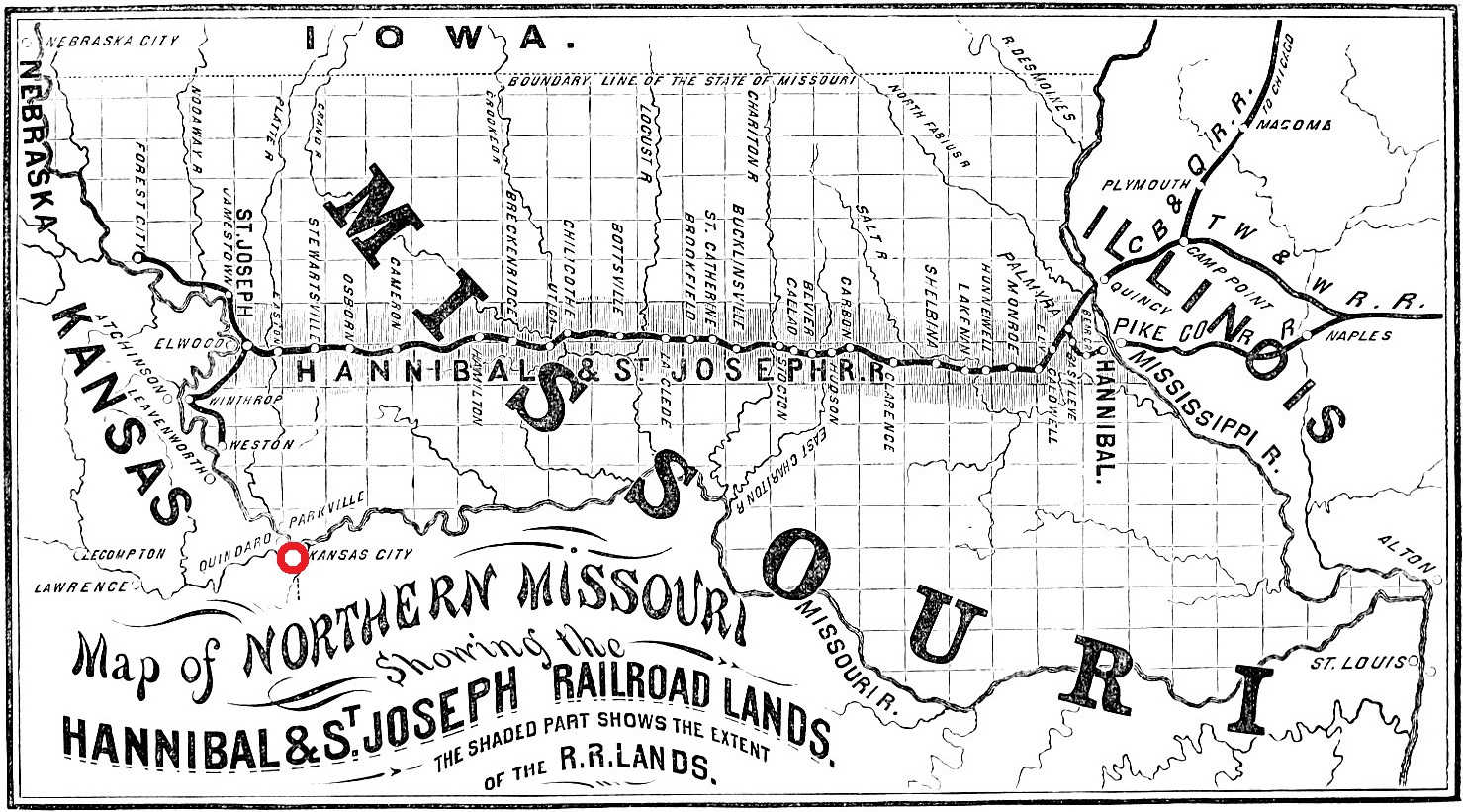
Die Hannibal and St. Joseph Railroad 1860, Kansas City unten links

Ab den 1830er Jahren entwickelte sich das Gebiet westlich von Independence, am Zusammenfluss von Kansas und Missouri River, zu einem der letzten Versorgungspunkte für Siedler auf dem Weg nach Westen, entlang des Santa Fe, Oregon und California Trails. Die auf etwa 1500 Einwohner angewachsene Siedlung Town of Kansas wurde 1853 in den Bundesstaat Missouri eingegliedert und in City of Kansas umbenannt. Bis Ende der 1850er Jahre war die Bevölkerung auf über 4000 angewachsen. Geschäftsleute um den Politiker und Verleger Robert T. Van Horn wollten die Stadt daher an die 1859 fertiggestellte Hannibal and St. Joseph Railroad anschließen, die seit 1859 Hannibal am Mississippi River mit dem etwa 80 km nördlich vom späteren Kansas City gelegenen Saint Joseph am Missouri River verband. Nach dem Sezessionskrieg 1865 konnte der Präsident der Chicago, Burlington and Quincy Railroad James Frederick Joy, der auch die H&StJ kontrollierte, für das Vorhaben gewonnen werden. Joy sah hier aufgrund der niedrigen Grundstückspreise und der möglichen Expansion in Richtung Golf von Mexiko ein rentables Investment, da Kansas City bisher nur von Süden durch die spätere Missouri Pacific Railroad bedient wurde. Er überzeugte seine Bostoner Investoren um John Murray Forbes und ließ bis Ende 1867 die Kansas City and Cameron Railroad als Teil der H&StJ errichten, die in Cameron, etwa 50 km östlich von Saint Joseph, an die H&StJ angeschlossen wurde.

### Bau der ersten Brücke über den Missouri

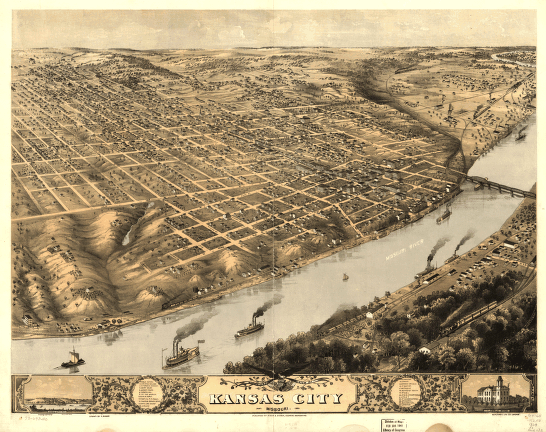
Kansas City (oben), rechts die Hannibal Bridge, 1869

Die Lage von Kansas City am Südufer des Missouri erforderte zusätzlich den Bau der ersten Brücke über den Fluss, was in dieser damals weit abgelegenen Gegend die größte Herausforderung darstellte. Joy engagierte den Ingenieur und späteren Luftfahrt-Pionier Octave Chanute, der 1866 nach Kansas City kam und mit ersten Voruntersuchungen begann. Da es abgesehen von einer kleinen Gießerei mit Werkstatt in der Stadt damals keine geeigneten Werkzeuge, Maschinen und Transportschiffe für ein Unternehmen dieser Größenordnung gab, musste Chanute diese erst organisieren sowie eigene Werkstätten und die nötige Infrastruktur errichten lassen. Er entwarf im Rahmen der staatlichen Vorgaben eine eingleisige Fachwerkbrücke mit Drehbrücke aus Holz, Guss- und Schmiedeeisen, wobei er sich an europäischen Brückenkonstruktionen und Baumethoden orientierte, wie zum Beispiel an der 1861 eröffneten Rheinbrücke Kehl. Die Gleisebene war mit Holzplanken ausgekleidet, um zwischen den verkehrenden Zügen die Benutzung durch Fußgänger und Fuhrwerke zu ermöglichen. Die Bauarbeiten an den Brückenpfeilern begannen im Februar 1867 und der Überbau konnte im Juli 1869 fertiggestellt werden. Zu Chanutes Assistenten gehörte damals auch der junge George S. Morison, der später einer der führenden Experten für Eisenbahnbrücken werden sollte und bis 1901 noch mehr als 20 weitere Brücken errichtete, davon zehn weitere über den Missouri.

### Eisenbahnknotenpunkt Kansas City

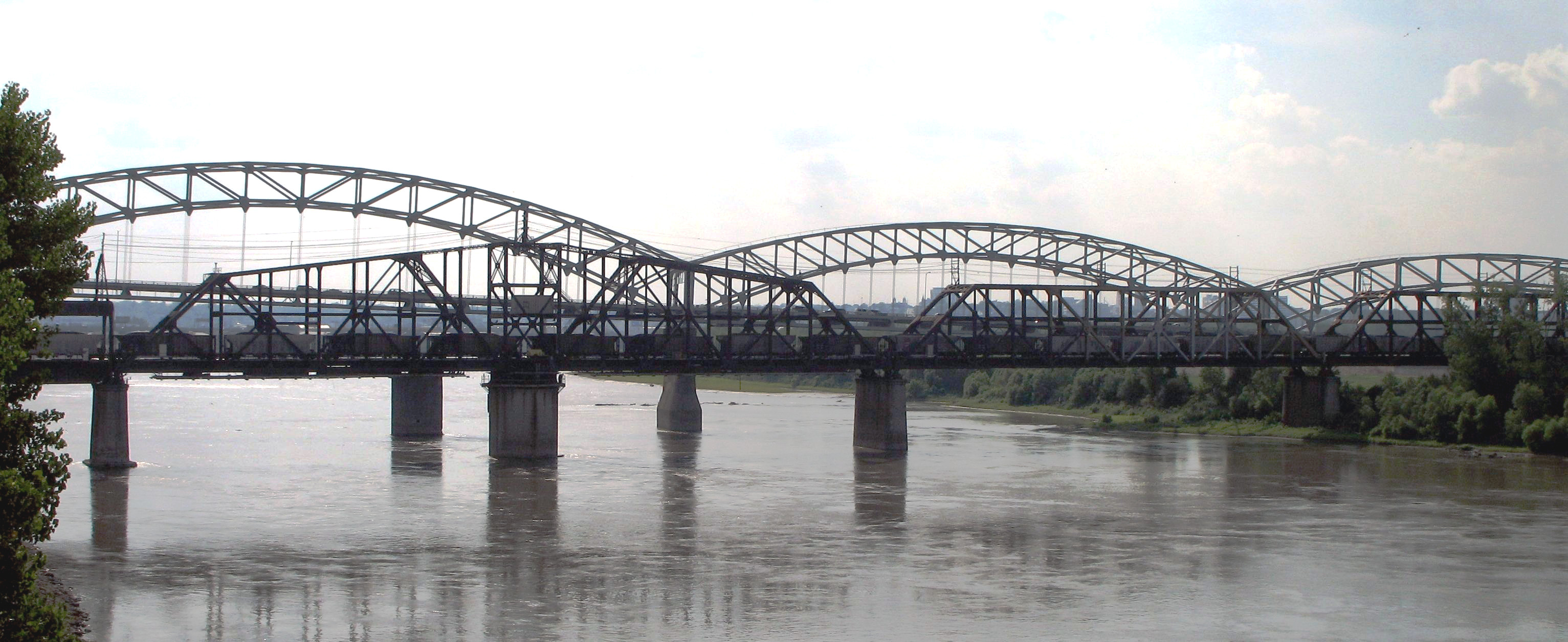
Die zweite Hannibal Bridge, dahinter die Buck O’Neil Bridge des U.S. Highway 169, 2006

Die Eisenbahnbrücke beschleunigte das Wachstum von Kansas City, das Ende der 1860er Jahre von sieben Eisenbahnlinien erreicht wurde und sich zu einem bedeutenden Verkehrsknotenpunkt zwischen Chicago und dem Südwesten entwickelte. Die Einwohnerzahl lag 1870 schon bei über 30.000 und erreichte zwanzig Jahre später 130.000. Die Hannibal and St. Joseph Railroad ging 1883 in der Chicago, Burlington and Quincy Railroad auf, die den Überbau der Brücke bis 1888 vollständig ersetzte. Während dieser Zeit wurde im Mai 1886 einer der ersten neuen Eisen-Fachwerkträger der Nordseite durch einen Tornado von den Pfeilern gerissen und zerstört. Durch das Anfang des 20. Jahrhunderts steigende Verkehrsaufkommen über die eingleisige Hannibal Bridge, die außer von der CB&Q auch durch die Chicago, Rock Island and Pacific Railroad und die Wabash Railroad als Zugang zur Kansas City Union Station genutzt wurde, kam die alte Brücke – auch wegen der immer schwerer werdenden Lokomotiven – an ihre Belastungsgrenze und wurde 1917 durch einen zweigleisigen Neubau ersetzt. Die neue Doppelstockbrücke besaß bis 1956 auch eine zweispurige Straßenebene im oberen Bereich, die nach der Eröffnung der benachbarten Buck O’Neil Bridge zurückgebaut wurde; die untere Eisenbahnebene wird heute noch durch die BNSF Railway genutzt. Bezogen auf die Frachtmenge ist die Metropolregion Kansas City heute der größte Eisenbahnknotenpunkt der USA (2016), täglich erreichen oder verlassen über 300 Güterzuge die Region.

## Beschreibung

### Lage und lichte Höhe

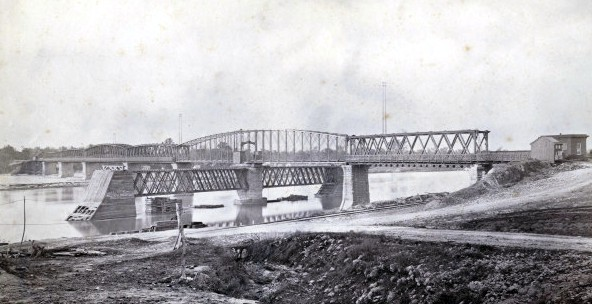
Die Hannibal Bridge mit ihrem ersten Überbau von 1869 (Foto von 1873)

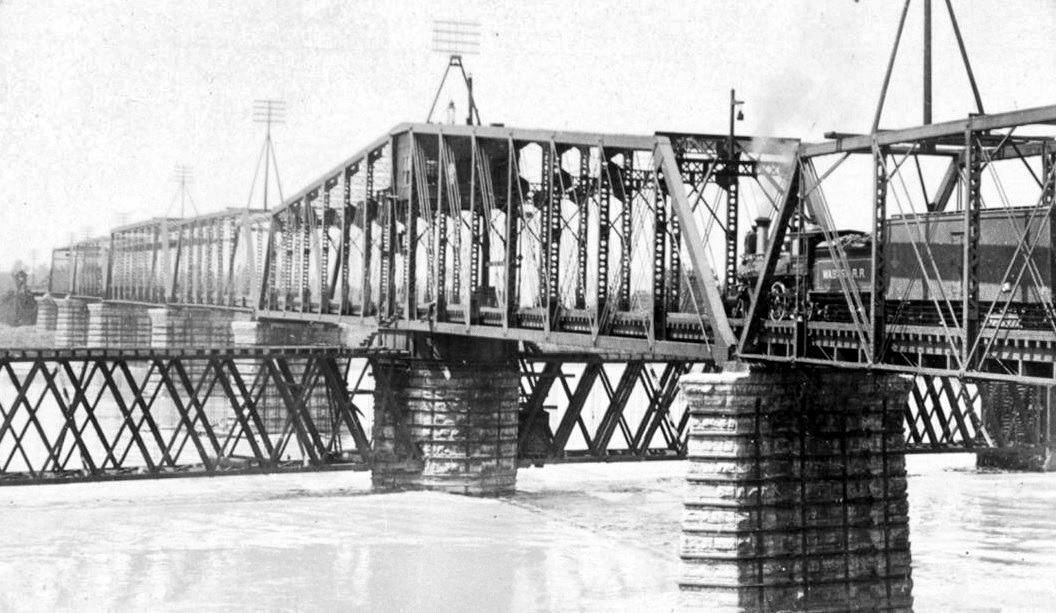
Die Hannibal Bridge mit ihrem zweiten Überbau von 1888 (Foto von 1896)

Die Hannibal Bridge wurde etwa 2 km flussabwärts hinter der Mündung des Kansas River in den Missouri River errichtet, kurz hinter dem Scheitelpunkt einer Flussschlinge des mäandrierenden Missouri. Da es keine Aufzeichnungen über die Wasserstände des Flusses gab, wurden diese während der Bauphase täglich erfasst und dem Höchststand der großen Flut von 1844 gegenübergestellt, den man aus Befragungen und Geländeuntersuchungen ermittelte; dieser betrug etwa 10 m über Niedrigwasser. Die Brücke wurde daraufhin mit einer Reserve von einigen Metern für eine lichte Höhe von 14 m konzipiert.

### Überbau
Der Überbau der Brücke bestand aus sieben Fachwerkträgern mit untenliegendem Gleis aus Holz, Guss- und Schmiedeeisen, wobei ein gänzlich aus Eisen bestehender Träger als Drehbrücke über der Schifffahrtsrinne diente. Beginnend vom Widerlager auf der Südseite – am Prallhang des Mäander – hatten diese Längen von 21, 40, 110 (Drehbrücke), 61, 76, 61 und 54 m. Auf der Nordseite schloss sich als Zufahrt über das damalige Überschwemmungsgebiet eine 725 m lange hölzerne Trestle-Brücke an. Der erste 21-Meter-Träger besaß nur ein niedriges Fachwerk (pony truss), der darauf folgende sowie der die Brücke am Nordufer abschließende kürzere parallelgurtige Fachwerkträger waren als weitmaschige Gitterträger (trellis girder truss) ausgeführt und die längeren als Ständerfachwerke mit gebogenem Obergurt. Bis auf die Drehbrücke bestanden die Obergurte und Pfosten der Fachwerke aus Holz und die Untergurte aus Schmiedeeisen.

### Unterbau
Der Überbau ruhte auf acht aus Sandstein gemauerten Pfeilern, wobei die Beton-Fundamente der vier Strompfeiler der Südseite mittels offener Senkkästen direkt auf dem Grundgestein des Flussbettes errichtet wurden, das hier in Richtung Norden abfallend in einer Tiefe von 5 bis 15 m unterhalb Niedrigwasser lag; für die restlichen Pfeiler verwendete man eine etwa 10 m tiefe Pfahlgründung. Die Fundamente hatten rechteckige Grundflächen von 20 m × 6 m und das darauf aufgebaute Mauerwerk eine Höhe von 14 m über Niedrigwasser. Der runde Pfeiler der Drehbrücke hatte einen Durchmesser von 9 m, mit einem Fundament von 12 m Durchmesser. Er besaß einen beidseitigen Holzsteg in Flussrichtung, der als Schutz vor Eisgang und als Ablage des Fachwerkträgers bei geöffneter Drehbrücke diente. Die passierbare Öffnung betrug auf beiden Seiten etwa 48 m.

### Umbauten und zweigleisiger Neubau

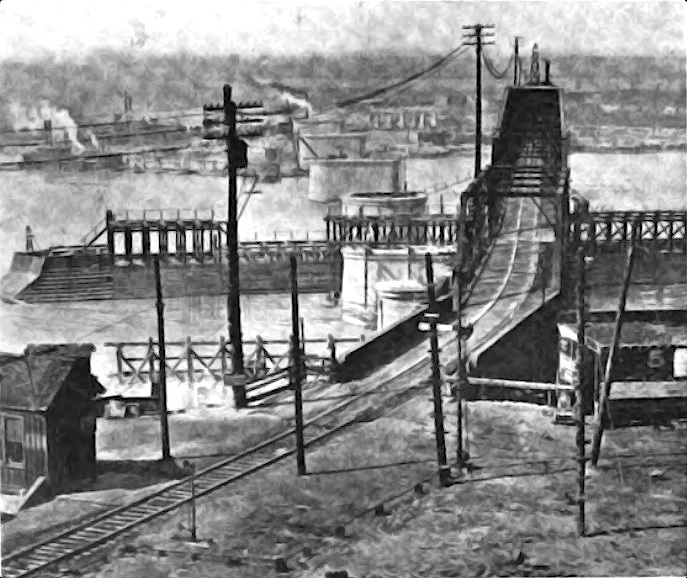
Bau der Brückenpfeiler der neuen zweigleisigen Hannibal Bridge 1916, bis Ende 1917 wurde die alte Brücke zurückgebaut

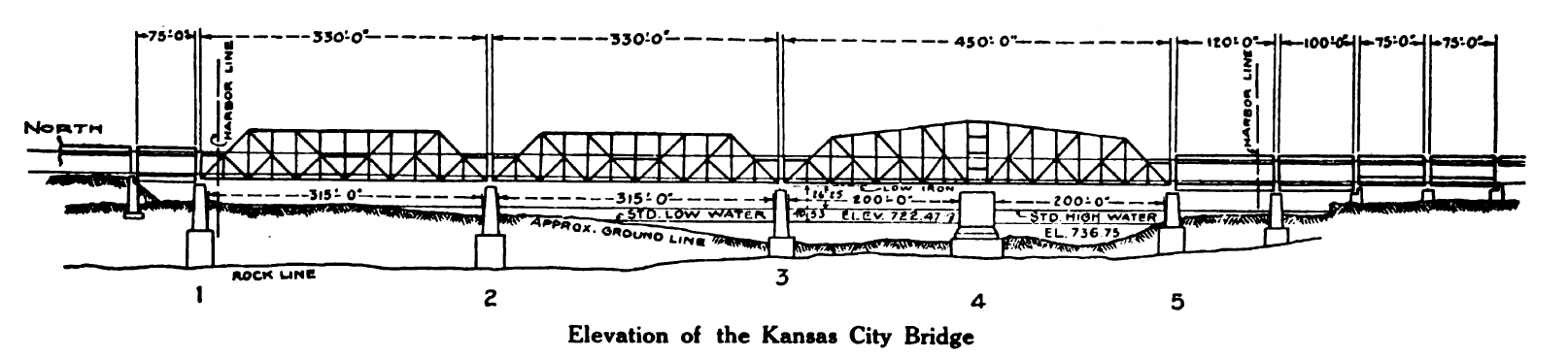
Schematische Zeichnung der Hannibal Bridge von 1917, bis 1956 Doppelstockbrücke mit oberer Straßenebene.

Bei der bis 1888 durchgeführten Erneuerung des Überbaus wurden alle Fachwerkträger durch parallelgurtige Ständerfachwerke aus Eisen ersetzt; bei der Drehbrücke war der gerade Obergurt aber zu den Enden hin leicht geneigt. Für den bis 1917 fertiggestellten zweigleisigen Neubau aus Stahl verwendete die CB&Q nur noch zwei 102 m lange parallelgurtige Ständerfachwerke und eine 137 m lange Drehbrücke in ähnlicher Bauweise, mit wie beim Vorgängerbau leicht geneigtem Obergurt. Zur Realisierung der höheren Traglast wurden in alle drei Fachwerkträger zusätzliche Pfosten und zusätzlichen Längs- und Querverstrebungen im unteren Bereich integriert, wodurch die Fachwerkfelder nochmals unterteilt und verstärkt wurden (Baltimore truss). Die bis Mitte der 1950er Jahre vorhandene Straßenebene wurde auf halber Höhe innerhalb der Fachwerkträger geführt. Für die Zufahrten zu beiden Ebenen der Hauptbrücke verwendete man ausschließlich Balkenbrücken aus Stahl-Vollwandträgern von Längen zwischen 23 m und 37 m.